# 15平均律
15平均律（じゅうごへいきんりつ）は、15-tET, 15-EDO, 15-ET, とも略称され、オクターヴを15段の等間隔なステップ（等しい周波数比）に分割することにより得られる音律である。各ステップは周波数比{\displaystyle 2^{\frac {1}{15}}}( {\displaystyle {\sqrt[{15}]{2}}} ) 、または80セントである。15は3と5に因数分解されるため、インドネシアのガムランのスレンドロ音階に似た5平均律を、3等分したものと見ることもできる。

## 歴史
15平均律により調律されたギターが作られてきた。アメリカの音楽家ウェンディ・カルロスはアルバムTales of Heaven and Hell のAfterlife という楽曲の中で、2つの音階のうちの1つとして15平均律を用いている。  Easley Blackwood, Jr. は15平均律のギターのための楽曲を書き、録音している。

## 音程
| 音程名                     | サイズ(段) | サイズ(セント) | 純正比 | 純正(セント) | 誤差    |
| 完全五度                   | 9          | 720            | 3:2    | 701.955      | -18.045 |
| 七限界の三全音             | 7          | 560            | 7:5    | 582.512      | 22.512  |
| 十一限界の三全音           | 7          | 560            | 11:8   | 551.318      | -8.682  |
| 15:11幅の広い四度          | 7          | 560            | 15:11  | 536.951      | -23.049 |
| 完全四度                   | 6          | 480            | 4:3    | 498.045      | 18.045  |
| 七限界の長三度             | 5          | 400            | 9:7    | 435.084      | 35.084  |
| 長三度                     | 5          | 400            | 5:4    | 386.314      | -13.686 |
| 短三度                     | 4          | 320            | 6:5    | 315.641      | -4.359  |
| 七限界の短三度             | 3          | 240            | 7:6    | 266.871      | 26.871  |
| 七限界の全音               | 3          | 240            | 8:7    | 231.174      | -8.826  |
| 広い十一限界の中間的二度   | 2          | 160            | 11:10  | 165.004      | 5.004   |
| 狭い十一限界の中間的二度   | 2          | 160            | 12:11  | 150.637      | -9.363  |
| 七限界の全音階的半音       | 1          | 80             | 15:14  | 119.443      | 39.443  |
| 全音階的半音, 純正         | 1          | 80             | 16:15  | 111.731      | 31.731  |
| 七限界の半音階的半音       | 1          | 80             | 21:20  | 84.467       | 4.467   |
| 22:21幅の半音階的半音      | 1          | 80             | 22:21  | 80.537       | 0.537   |
| 半音階的半音, 純正         | 1          | 80             | 25:24  | 70.672       | -9.328  |
| 七限界純正律における三分音 | 1          | 80             | 28:27  | 62.961       | -17.039 |

15平均律はセブンス、イレブンスの和音とよく調和するが、3度や5度の和音とは粗い調和しか見せない。完全五度は12平均律、19平均律、22平均律 に比べて音程が外れており、15平均律の長三度は12平均律のそれと同じであるものの、その他の音程は12平均律のほうがよく調和している。15平均律は使用可能な完全五度を持ちつつイレブンスの和音と調和する最少分割数の平均律であるが、イレブンスにおいても、五度や長三度においてもよりよく調律されている22平均律のそれには和音として劣っている。
15平均律は、完全五度、長三度、短三度の音程を含んでいるものの、15平均律におけるその他の和音や旋律の語法は12平均律とは大きく異なっており、従って、15平均律はXenharmonicとして記述することができる。15平均律は12平均律、19平均律 と違い、11:8や16:11の周波数比の和音とよい一致を見せ、 7:5や10:7の三全音とは一致しない。また、15平均律は、中間的な二度や七限界の全音を持ち、長三度を構築するにはサイズの異なるこの2つの音程を積み重ねる必要がある一方で、長三度を、短三度と完全四度を二等分する間隔の音程とすることができる。